# Euxoa sculptilis
Euxoa sculptilis là một loài bướm đêm trong họ Noctuidae.